# Diastylis polita
Diastylis polita är en kräftdjursart som beskrevs av Smith 1879. Diastylis polita ingår i släktet Diastylis och familjen Diastylidae. Inga underarter finns listade i Catalogue of Life.